# مخزون الحرب الاحتياطي
مخزون الحرب الاحتياطي (بالإنجليزية: War reserve stock وتختصر WRS)، والمعروف أيضًا باسم المخزونات مسبقة التجهيز (pre-positioned stocks)، هي عبارة عن مجموعة من مواد القتال التي يتم الاحتفاظ بها جاهزة للإستخدام في مخزن ليتم استعمال هذه المواد إذا لزم الأمر في زمن الحرب، وقد تكون موجودة بشكل استراتيجي اعتمادًا على المكان الذي يُعتقد أنه سيكون ساحة حرب وستكون هناك حاجة لإمداد المنطقة بالسلاح والمؤن بشكل عاجل. بالإضافة إلى المعدات العسكرية، قد يتضمن مخزون الحرب الاحتياطي مواد خام لأنها قد تصبح شحيحة خلال زمن الحرب. لذلك وفقًا لهذا التعريف، يمكن اعتبار أشكال التخزين مثل احتياطي البترول الاستراتيجي على أساس أنه مخزون حرب احتياطي.

## الولايات المتحدة الأمريكية

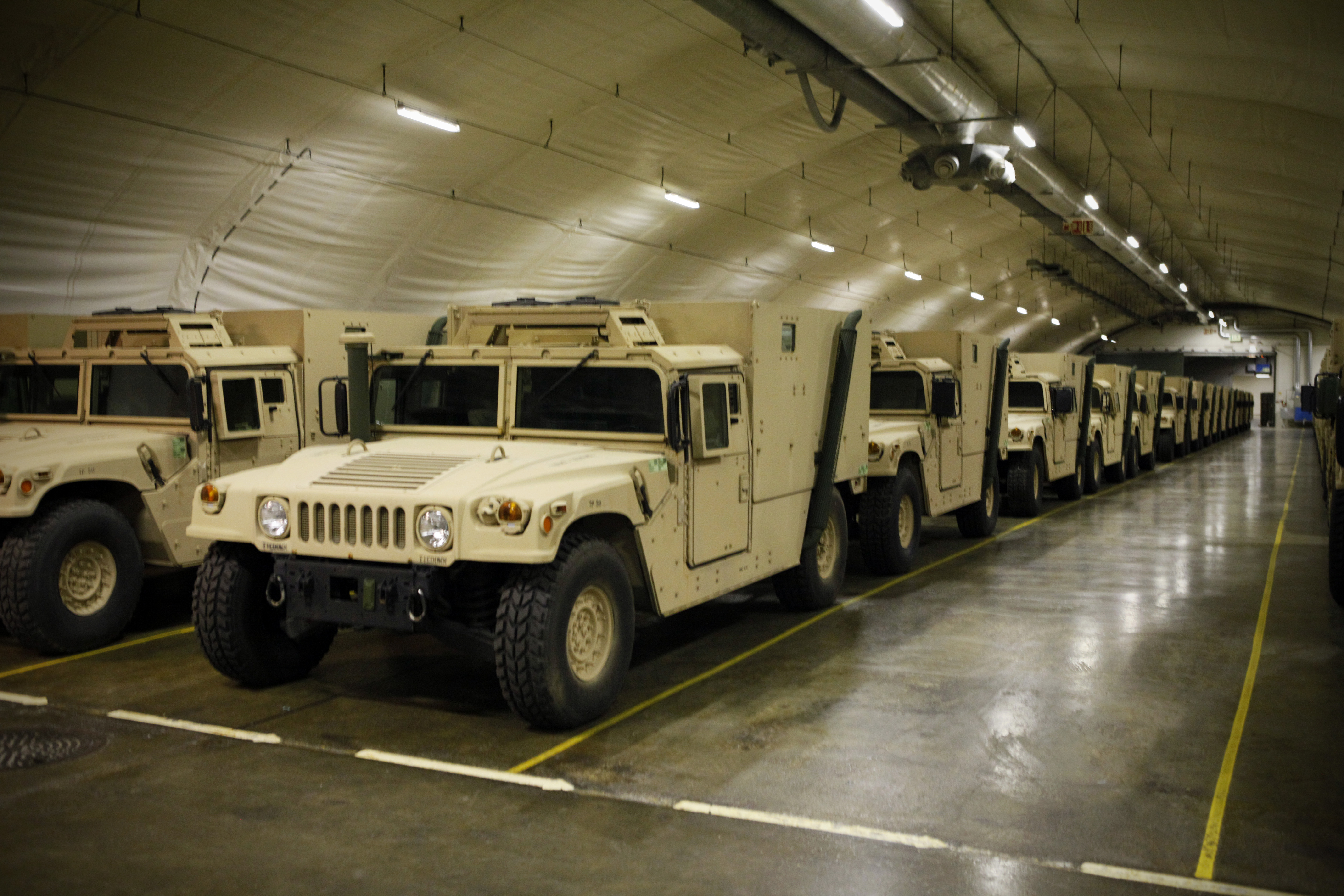
مركبات مشاة البحرية الأمريكية المخزنة في كهف نرويجي في عام 2012 كجزء من برنامج التهيئة المسبقة لمشاة البحرية-النرويج

تقوم وزارة الدفاع في الولايات المتحدة  بتأمين مخزون الحرب الاحتياطي في جميع أنحاء العالم، ولا سيما في بلدان حلف شمال الاطلسي وفي بعض بلدان الحلفاء الرئيسيين من غير حلف شمال الاطلسي.  وقد تم تكليف سرب الذخائر الأمريكي الحادي والثلاثين بصيانة وتوزيع أكبر مخزون احتياطي من الذخيرة لقوات الولايات المتحدة الجوية في أوروبا.
قد تضطر الدول في الصراعات التي تتسم بكثافة عالية ومدة طويلة إلى الاعتماد في الغالب على الإمدادات التي يتم إنتاجها أثناء استمرار النزاع،  وتقدم الحربين العالميتين الأولى والثانية أمثلة على ذلك، [بحاجة لمصدر] ولكن في حالة الحروب الأصغر ذات المدة الأقصر حيث قام المتقاتلون بالفعل بتخزين العتاد بشكل كافٍ لحسم النزاع قادرون على الاعتماد على ذلك المخزون الموجود مسبقًا، وكان غزو الولايات المتحدة لغرينادا (1983) أو بنما في عام 1989، على وجه الخصوص، عمليات صغيرة بما يكفي لتكون معتمدة بالكامل تقريبًا على المخزون الحالي. [بحاجة لمصدر]

### مخزون احتياطيات الحرب الحلفاء-إسرائيل
مخزون الحرب الاحتياطي الحلفاء-إسرائيل المعروف أيضًا باسم ذخيرة مخزون الحرب الاحتياطي-إسرائيل أو ببساطة WRSA-I تأسس في التسعينات وتحتفظ بها القيادة الأوروبية للولايات المتحدة،  وهي واحدة من أكبر احتياطيات الحرب للولايات المتحدة، وتقع داخل إسرائيل،  في البداية، كان لمخزون WRSA-I احتياطيات بقيمة 100 مليون دولار؛  ومع ذلك، قبل عملية الجرف الصامد 2014 كان لدى WRSA-I ما يقرب من مليار دولار من الاحتياطيات المخصصة للحرب،  ومع وجود تصريح لزيادة هذا المخزون إلى ماقيمته 1.2 مليار دولار. وفي عام 2014 مع تمرير قانون الشراكة الاستراتيجية بين الولايات المتحدة وإسرائيل 2014، وافقت الولايات المتحدة على زيادة المخزون إلى 1.8 مليار دولار.
يشمل هذا المخزون الذخيرة والقنابل الذكية والصواريخ والمركبات العسكرية ومستشفى عسكري مع 500 سرير، وتقع هذه الإمدادات في ستة مواقع مختلفة في جميع أنحاء البلاد.
عند الحاجة، يمكن لإسرائيل أن تطلب الوصول إلى مخزون WRSA-I ، ولكن يجب أن يوافق الكونجرس الأمريكي على الطلب،  خلال عملية الجرف الصامد، سمحت الولايات المتحدة لإسرائيل بالوصول إلى قذائف هاون عيار 120 ملم وذخيرة بندقة قاذفة قنابل عيار 40 ملم.  وكانت هذه الذخائر جزءًا من مجموعة من العناصر القديمة الموجودة في المخزون، وكان من المقرر أن يتم استبدالها قريبًا.

## إسرائيل
تحتفظ إسرائيل بمخزون احتياطي للحرب خاص بها، بالإضافة إلى WRSA-I الذي تخزنه الولايات المتحدة في إسرائيل.
ضمن احتياطياتها من الحرب، تحتفظ إسرائيل بالذخائر وقطع الغيار والمعدات البديلة اللازمة لمدة شهر على الأقل من القتال العنيف،  ويتم شراء غالبية الاحتياطيات الإسرائيلية من الولايات المتحدة، بسبب 3 مليارات دولار من المساعدات العسكرية من الولايات المتحدة التي تتطلب أن تكون 75 ٪ من الأموال التي يتم إنفاقها على المعدات التي تم شراؤها من الولايات المتحدة. وفي المجموع، بما في ذلك الفترة منذ عام 1949 حتى يومنا هذا، منحت الولايات المتحدة ما يقرب من 84 مليار دولار من المساعدات الخارجية لإسرائيل.
بالإضافة إلى ذلك، في أغسطس 2014، خلال عملية الجرف الصامد، أقرت الولايات المتحدة مشروع قانون القبة الحديدية للسماح بمبلغ 225 مليون دولار كتمويل للسماح لإسرائيل بزيادة احتياطياتها للحرب من القبة الحديدية.

## المملكة المتحدة
تحتفظ المملكة المتحدة بمخزونها الاحتياطي للحرب والذي كان قد انتقده مكتب التدقيق الوطني بإعتباره غير ضروري. عادة لا تتخلص وزارة الدفاع البريطانية من المخزون القديم، مما يخلق تراكمًا للمواد القديمة التي يتم إحالتها للتقاعد سابقًا، وقد أفاد المكتب في يونيو 2012 أن التكلفة السنوية للحفاظ على مخزون احتياطي الحرب بأكمله في البلاد كانت 277 مليون جنيه إسترليني.

## استعمال مخزون الحرب الاحتياطي
بعض الأمثلة على الحروب التي استعمل فيها مخزون الحرب الاحتياطي:
- 1956-1962، الحرب الجزائرية: استخدمت فرنسا مخزون الحرب الاحتياطي الخاص بالناتو المخزن في أوروبا.[19]
- 1956: أزمة السويس: استخدمت المملكة المتحدة وفرنسا مخزون الحرب الاحتياطي الناتو لعملية عملية الفارس (1956) .
- 1973، حرب يوم الغفران: سمحت الولايات المتحدة لإسرائيل باستخدام بعض من مخزونها الاحتياطي للحرب.
- 1982: حرب الفوكلاند: استخدمت المملكة المتحدة مخزون الوقود والذخيرة الخاص بها والخاص بحلف الناتو.[20]
- 1990-1991، عملية درع الصحراء وحرب الخليج: استخدم تحالف حرب الخليج مخازن الحرب الاحتياطية التابعة للناتو وشملت مخازن الوقود والذخائر من أوروبا وتركيا.
- حرب لبنان 2006 : سمحت الولايات المتحدة للجيش الإسرائيلي بالوصول إلى مخازن الحرب الاحتياطية.[21]
- الصراع بين إسرائيل وغزة 2014 : سمحت الولايات المتحدة للجيش الإسرائيلي بإعادة الإمداد من مخزونها الاحتياطي العسكري في إسرائيل.[22]